# الضرائب في مصر
تفرض الضرائب في مصر على الدخل الفردي وللشركات. تعتبر مصر من أوائل الشعوب التي جمعت الضرائب في العالم ومنذ عهد القدماء المصريين. القانون المطبق حالياً بدأ في عام 2005. والجهة التي تجمع الضرائب في مصر هي مصلحة الضرائب المصرية.
أُنشئت سنة 2006 بقرار جمهوري بدمج مصلحتي الضرائب العامة والضرائب على المبيعات، وهي الهيئة المتخصصة بجمع الضرائب في مصر ورؤية المصلحة تسعى إلى بناء الثقة في المجتمع الضريبي من خلال تقديم خدمات ضريبية متطورة قرار رئيس الجمهورية رقم 154 لسنة 2006 لدمج مصلحتى الضرائب العامة.

## تاريخ الدفع
هناك تاريخ محدد من كل عام لتسليم الإقرار الضريبي ولسداد الضريبة. إذا أراد المتقدم الحصول على فترة عفو لكي يسدد الضريبة في وقت لاحق فيمكنه أن يحصل على فترة لا تتعدى ثلاثون يوماً مع دفع مبلغ إضافي كفائدة. 
- الشركات وأصحاب الأعمال التجارية (غير الفردية): 30 من أبريل من كل عام. أو في خلال أربعة أشهر من انتهاء السنة المالية.
- أصحاب الأعمال التجارية وغير التجارية والملكية (الفردية): حتى 31 من مارس من كل عام.

## نسبة الضريبة
المبلغ المستحق العام (للضريبة المباشرة) على الربح الفردي يحسب على هذا الصدد:
- أول 5000 جنيهاً: 0% (إعفاء)
- ال25000 التالية: 10%
- ال150000 التالية: 15%
- ال205000 التالية: 20%
- المبلغ المتبقي الإضافي+: 25%

المبلغ المستحق العام (للضريبة المباشرة) على ربح الشركات يحسب على بنسبة 25%

## الإعفاءات للفرد العامل
هناك العديد من الإعفاءات التي تخصم من الأساس الضريبي على الدخل للأفراد العاملين لأجل أطراف أخرى. 
- العلاوة الاجتماعية
- العلاوة المميزة
- بدل المظهر في الجهات الحكومية
- بدل لاحتياجات العمل
- الإعفاء الشخصي 7000 جنيهاً
- المساهمة في المعاشات
- التأمينات الخاصة أو التأمينات على الحياة للعامل والأقارب من الدرجة الأولى
- المبالغ المكتسبة من أرباح الشركة

## ضريبة دخل المهن الحرة / غير تجارية
أصحاب المهن الحرة أو الغير تجارية مثل الأطباء أصحاب العيادات الخاصة، المحامي الحر، الممثلين، الخ... يطبق عليهم الضريبة على الدخل. تحسب الضريبة على صافي الربح الضريبي. تخصم النفقات المرتبطة بالعمل على أن تكون مسندة بالوثائق والفواتير، ويسمح ب 10 % من هذه النفقات كحد أقصى للنفقات المخصومة غير المدعومة بالوثائق. أما عن المساهمات والتبرعات فلا يسمح بالخصم إلا للمساهمات والتبرعات إلى الجهات الحكومية المصرية أو الجهات المراقبة من قبل الحكومة المصرية (لا تتعدى 10% من الربح الضريبي قبل خصم المساهمات). جميع الحسابات الضريبية هنا تحسب على الأساس النقدي وليس أساس الاستحقاق.

## ضريبة دخل التجارة والتصنيع
تطبق هذه الضريبة على صافي الدخل الضريبي من اصحاب الملكية الفردية في جميع مجالات التجارة والتصنيع والخدمات التي تهدف للربح. دائماً ما يوجد فرق بين الدخل المحاسبي والدخل الضريبي لوجود خلافات بين قوانين المحاسبة العامة والقانون الضريبي المصري، لذلك يجب توضيح هذه الاختلافات في الإقرار الضريبي. أما عن المساهمات والتبرعات فلا يسمح بالخصم إلا للمساهمات والتبرعات إلى الجهات الحكومية المصرية أو الجهات المراقبة من قبل الحكومة المصرية (لا تتعدى 110/10 من صافي الأرباح قبل خصم المساهمات). في معظم الحالات الحسابات الضريبية للدخل من النشاط العادي تحسب على أساس الاستحقاق والدخل الفرعي على الأساس النقدي.ويقصد بالتبرعات المدفوعة طبقا لنص القانون التبرعات النقدية والعينية .

## وصلات خارجية
- مصلحة الضرائب المصرية